# Nunda (Dakota du Sud)
Pour les articles homonymes, voir Nunda.
Nunda est une municipalité américaine située dans le comté de Lake, dans l'État du Dakota du Sud. Selon le recensement de 2010, elle compte 43 habitants. La municipalité s'étend sur 1,01 milles carrés (2,62 km2).
Fondée en 1877 par des colons scandinaves, la localité doit son nom au township de Nunda.

## Démographie
| 1910 | 1920 | 1930 | 1940 | 1950 | 1960 |
| ---- | ---- | ---- | ---- | ---- | ---- |
| 137  | 206  | 163  | 147  | 102  | 106  |

| 1970 | 1980 | 1990 | 2000 | 2010 | - |
| ---- | ---- | ---- | ---- | ---- | - |
| 85   | 60   | 45   | 47   | 43   | - |